# Dumitru Ghițu
Dumitru Ghițu (n. 13 ianuarie 1931, Drepcăuți, Briceni, din Regatul român – d. 23 noiembrie 2008, Chișinău, din R. Moldova) a fost un specialist în domeniul fizicii corpului solid, membru titular al Academiei de Științe a Moldovei.

#### Biografie
Este fiul lui Vasile Ghițu. În anul 1954 a absolvit Universitatea din Chișinău. În anul 1965 este membru PCUS. În anul 1973 susține teza de doctor  habilitat în științe. Din anul 1969 este șef al Laboratorului de fizică a semimetalelor din cadrul Instituttului de Fizică aplicată al Academiei de Științe din RSS Moldovenească, iar din anul 1973 este director -adjunct al Institutului de Fizică aplicată al aceluiași institut. În anul 1976 este ales membru-corespondent al Academiei de Științe din RSS Moldovenească. 
Între 1978-1984, a îndeplinit funcția de secretar științific general al Academiei de Științe a Moldovei. Dumitru Ghițu a fost inițiatorul organizării Centrului Criogenic. În anul 2006, a fondat Institutului de Inginerie Electronică și Tehnologii Industriale al ASM.

#### Activitatea științifică
Dumitru Ghițu a contribuit la dezvoltarea unui spectru larg de domenii: fizica și tehnologia semimetalelor și semiconductorilor; fizica și tehnologia materialelor anizotropice; fizica sistemelor de dimensionalitate redusă; ingineria dispozitivelor electronice și a echipamentelor medicale. A publicat peste 410 lucrări științifice, majoritatea în reviste de prestigiu internațional, două monografii, a obținut circa 25 de brevete de invenții .

#### Distincții, onoruri
Aportul său semnificativ în știință și organizarea cercetării au fost înalt apreciate: om emerit în știință, laureat al Premiului de Stat, cavaler al Ordinului Republicii (1996).